# Richard LaFortune
Richard LaFortune   (1960), també conegut com Anguksuar (del Yupik, «Home petit»), és un activista dos esperits, autor, organitzador comunitari i artista amb seu a Minneapolis, Minnesota.
LaFortune va ser un dels primers organitzadors de la comunitat LGBT nativa americana a la dècada del 1980 i va cofundar la Two Spirit Press Room (Sala de premsa dos esperits, 2SPR). El 1988, LaFortune va ajudar a organitzar una reunió de nadius americans LGBT a Minnesota que més tard es va convertir en la reunió anual internacional de gent dos esperits. LaFortune va començar a treballar en serveis sanitaris i humans i el 1991 va formar part del grup de treball del governador sobre lesbianes i gais de Minnesota durant el pic de l'epidèmia de la SIDA als Estats Units d'Amèrica.
El 1997, LaFortune va continuar el seu activisme de dos esperits escrivint un capítol al llibre Two-Spirit People: Native American Gender Identity, Sexuality, and Spirituality, que va ser aclamat pels estudiosos pels seus relats personals i l'esforç per canviar la narrativa antropològica al voltant de les persones dos esperits.
LaFortune va aparèixer al documental del PBS de 2009, Two Spirit, que narra la història de Fred Martinez, un adolescent dos esperits, i incloïa entrevistes amb molts individus dos esperits.

## Joventut
LaFortune va ser adoptat per una parella de missioners blancs de l'església de Moràvia quan era un nen, però recorda que la seva mare biològica provenia d'un llinatge d'homes de medicina Yupik i líders espirituals.
Quan era jove, LaFortune va viure a Alberta (Canadà) i després a una petita ciutat de l'alt Michigan. LaFortune estava interessat per la música de petit i va estudiar piano al Moravian College de Pennsilvània.
Des de ben jove, LaFortune sabia que la seva «identitat no encaixava en una categoria habitual de la societat occidental», i com a adult jove recorda que els ancians nadius li feien comentaris «sobre la presència de persones de tercer gènere a les cultures natives».

## Inici de l'activisme
LaFortune es va convertir en activista per primera vegada el 1979 després de l'accident nuclear de Three Mile Island, que va tenir lloc prop del Moravian College, on va estudiar música. Després de l'accident, LaFortune va treballar amb organitzacions contra la guerra i les armes nuclears. Més tard es va convertir en el director executiu d'Honor the Earth, una organització de justícia ambiental nativa americana.
A la dècada del 1980, LaFortune es va submergir a les comunitats natives americanes d'Ojibwa, Dakota, Lakota i Ho-Chunk que vivien a Minnesota i a la comunitat gai estatunidenca.
Després de veure un anunci a la revista gai RFD, LaFortune va viatjar a San Francisco durant diverses setmanes per assistir a les reunions dels Gay American Indians (GAI). Va tornar a Minneapolis i va celebrar la primera reunió de nadius LGBT a Minneapolis el 1988, que més tard es va convertir en la International Two Spirit Gathering.

## Activisme Dos Esperits
El 2005, LaFortune va cofundar la Two Spirit Press Room (Sala de premsa dos esperits, 2SPR), una xarxa de periodistes i líders comunitaris de la comunitat dos esperits. En una entrevista amb el diari en línia NativeOut, LaFortune va dir que la sala de premsa estava destinada a construir «l'alfabetització mediàtica entre les comunitats natives LGBT i l'alfabetització cultural entre els periodistes, de manera que les creences i els estereotips de les persones no natives ja no se'ns imposen». Una de les primeres accions de la Two Spirit Press Room va ser la publicació d'un Manual d'informació comunitària, destinat a educar el públic sobre persones dos esperits.
A través d'una sèrie d'esdeveniments, LaFortune va obtenir un reconeixement creixent a la comunitat de Minneapolis. El 2005, va ser la primera persona nativa a liderar la desfilada de l'orgull LGBT de Twin Cities. El 2008, va ser entrevistat per l'emissora de ràdio independent KFAI, i el 2010, va aparèixer al llibre Queer Twin Cities.
LaFortune va formar part del consell assessor de la Col·lecció Tretter LGBT, una part dels Arxius de la Universitat de Minnesota, i va recopilar més de 250 documents per a la col·lecció.
LaFortune va aparèixer a la pel·lícula documental de PBS de 2009, Two Spirt, dirigida per Lydia Nibley. A la pel·lícula LaFortune parla de l'assassinat de Fred Martinez, un adolescent dos esperits, i de la història de la discriminació contra persones dos esperits a Amèrica.

## Publicacions
LaFortune va escriure un capítol del llibre de 1997 Two-spirit People titulat A Postcolonial Colonial Perspective on Western Mis Conceptions of the Cosmos and the Restoration of Indigenous Taxonomies. El llibre va ser revisat per diverses revistes antropològiques i elogiat pel seu paper a l'hora de canviar la narració al voltant de persones dos esperits. Els escrits acadèmics anteriors havien utilitzat el terme ara obsolet «berdache» per descriure persones dos esperits sovint en termes de concepcions de gènere occidentals. Un diari va assenyalar que la secció de LaFortune era «la més única» perquè dona veu a les persones dos esperits per «reflexionar sobre les seves experiències i expressar les seves preocupacions i desitjos».
El 1999, LaFortune va escriure un informe sobre les llengües natives com a part de la Native Language Research Initiative amb finançament de la Grotto Foundation. L'informe descriu com s'han ensenyat i preservat les llengües natives i recomana maneres de continuar conservant-les.
El 2010, LaFortune va escriure un article per a la revista jueva-estatunidenca Tikkun sobre la història de l'organització a la comunitat de dos esperits.